# Ласкер (награда)
Нагардите „Ласкер“ се връчват всяка година от 1946 г. насам за значителен принос в областта на медицината.
Те се администрират от фондация „Ласкер“, основана от Алберт Ласкер, считан пионер в областта на рекламата, и съпругата му Мария Уудард Ласкер (по-късно влиятелен активист). 76 лауреати на наградата „Ласкер“ са получили Нобелова награда, включително 28 души през последните 2 десетилетия. Мария C. Фрейре е настоящият председател на фондацията.